# Antwerp Spartans
De Antwerp Spartans is een Belgisch American footballteam uit Antwerpen. Het team werd opgericht in 2019. De ploeg is gevestigd op Albert Einsteinlaan 50 in Antwerpen en richt zich op de ontwikkeling van de sport op hoog niveau in België. Antwerp Spartans zet sterk in op de ontwikkeling van de jeugd en gelooft dat inclusiviteit een kracht is die bijdraagt aan de ontwikkeling en groei van de sport en de ploeg.
De ploeg biedt een veilige en ondersteunende omgeving waarin elke speler zich kan ontwikkelen en bijdragen aan de ploeg als geheel. Antwerp Spartans heeft een aantal spelers voortgebracht die nu internationaal actief zijn. Zo speelt Nour momenteel in Amerika en speelt Jesse in de hoogste league van Europa GFL 1.
Het motto van Antwerp Spartans is "Beat Yesterday", waarbij elke speler wordt uitgedaagd om zichzelf elke dag te verbeteren en de lat steeds hoger te leggen. Bij Antwerp Spartans is iedereen welkom, ongeacht leeftijd, geslacht, lichaamstype of ervaring.

## Geschiedenis
Seniors
Seizoen 2022:  Vice Kampioen (FAFL kampioenschap)
Seizoen 2023: 3e plaats Div I BAFL

Juniors:
seizoen 2023: Vice kampioen BAFL